# Martenzyt

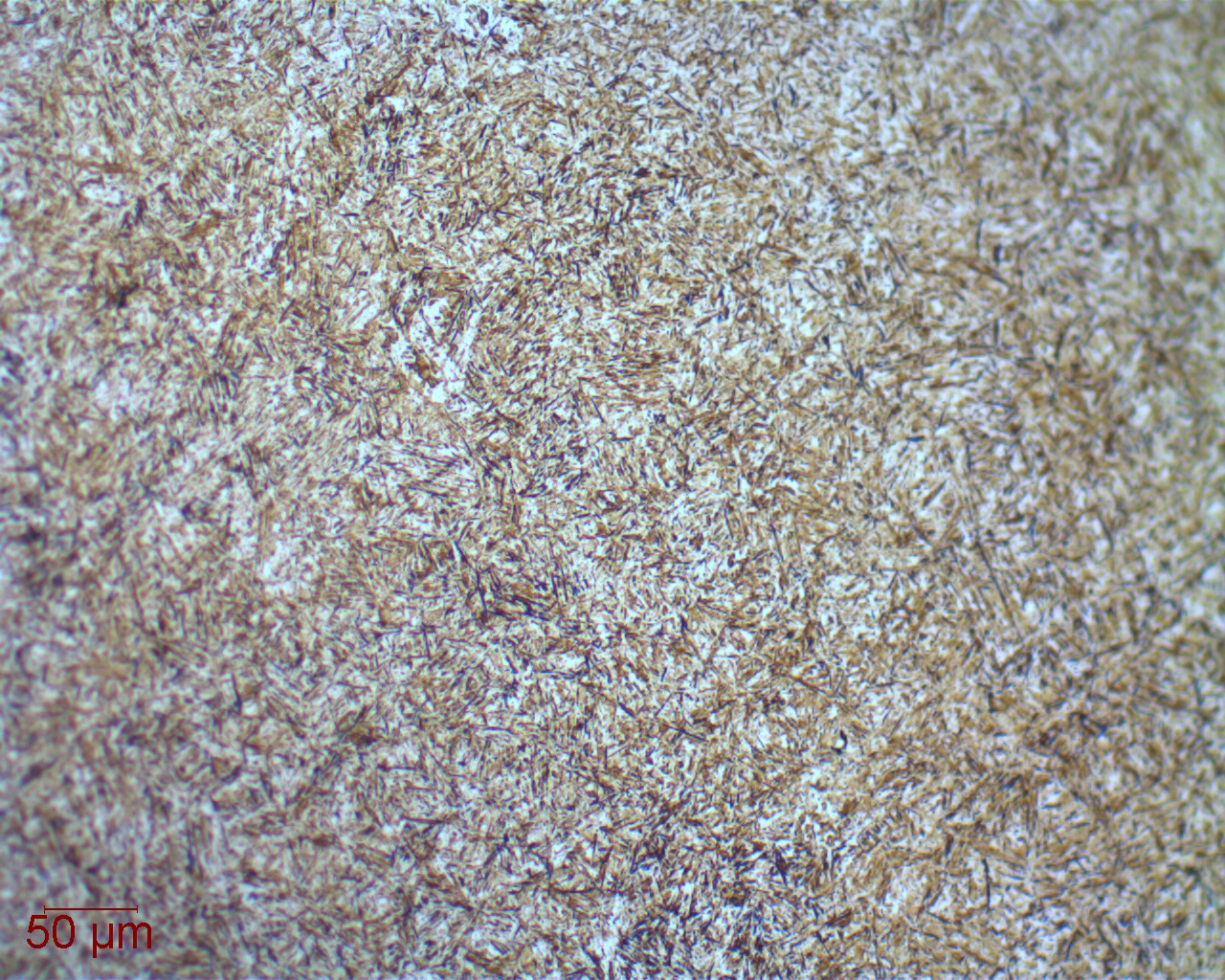
Mikrostruktura martenzytu w stali niestopowej SAE 1045

Martenzyt – pierwotnie nazwa jednej z metastabilnych struktur, występująca w stopach Fe-C, charakteryzująca się bardzo dużą twardością. Wywodzi się od nazwiska niemieckiego metalurga, Adolfa Martensa (1850–1914). Obecnie przez określenie martenzyt należy rozumieć wszystkie struktury, które powstają w wyniku szeroko rozumianych przemian martenzytycznych.

## Martenzyt w stali

### Ogólne informacje
W stali martenzytem nazywamy przesycony międzywęzłowy roztwór stały węgla w żelazie α. W zależności od zawartości węgla struktura regularna przestrzennie centrowana ulega zniekształceniu tetragonalnemu i przekształca się w strukturę tetragonalną przestrzennie centrowaną. Objętość właściwa martenzytu jest o ok. 2% większa od objętości właściwej austenitu, w wyniku czego w nieprzemienionym austenicie powstają silne naprężenia ściskające, hamujące lub całkowicie zatrzymujące dalszą przemianę. W stalach może występować martenzyt o trzech różnych sieciach krystalicznych:
- α' – sieć regularna przestrzennie centrowana lub tetragonalna przestrzennie centrowana
- ε – sieć heksagonalna zwarta
- dalece uporządkowany – sieć tetragonalna ściennie centrowana[5].

### Morfologia
Ze względu na cechy morfologiczne w stali rozróżnia się dwa rodzaje martenzytu:
- listwowy (dyslokacyjny lub dyslokacyjny częściowo zbliźniaczony)
- płytkowy (całkowicie zbliźniaczony lub dyslokacyjny częściowo zbliźniaczony).

Martenzyt listwowy powstaje we wszystkich niemal stopach żelaza z pierwiastkami stopowymi. Cechuje się dużą gęstością dyslokacji wewnątrz kryształów. Listwy tworzące się w kierunku <111>α martenzytu układają się równolegle względem siebie, tworząc tzw. pakiety. Sąsiednie listwy wykazują granice niskokątowe lub bliźniacze, natomiast pakiety między sobą tworzą granice szerokokątowe.
Martenzyt płytkowy powstaje w nielicznych stopach żelaza w ściśle określonych zakresach stężenia pierwiastków stopowych. Kryształy martenzytu mają kształt płytek zbliżonych do soczewek. Powstają niezależnie dlatego ich wielkość jest zróżnicowana. Wzrost płytki kończy się w momencie napotkania przeszkody.
Ze względu na zastosowaną obróbkę cieplną zwaną odpuszczaniem wyróżnić można trzy typy martenzytu:
- niskoodpuszczony
- średnioodpuszczony
- wysokoodpuszczony (historycznie nazywany sorbitem)[6].

### Tetragonalność
W zależności od zawartości węgla w martenzycie struktura regularna przestrzennie centrowana ulega zniekształceniu tetragonalnemu i przekształca się w strukturę tetragonalną przestrzennie centrowaną. Znaczne odkształcenie luk oktaedrycznych, w których umiejscowione są atomy węgla prowadzi do tetragonalności sieci martenzytu. W świeżo powstałym martenzycie wszystkie atomy węgla zajmują określone pozycje. Zgodne z modelem odkształcenia Baina wszystkie atomy węgla zajmujące luki oktaedryczne w austenicie w trakcie przemiany przejdą do luk oktaedrycznych leżących na jednym z trzech kierunków <001>. Taki martenzyt jest uporządkowanym przesyconym roztworem węgla w żelazie α i odpowiada stanowi z maksymalnym dla danej zawartości węgla ilorazem c/a.
Odchylenie od tetragonalności martenzytu proporcjonalne jest do parametru uporządkowania dalekiego zasięgu θ. Dla martenzytu w stalach niestopowych zależność przybiera postać:
{\displaystyle {\frac {c}{a}}=1+0{,}97c_{a}\theta }
lub
{\displaystyle {\frac {c}{a}}=1+0{,}045c_{w}\theta ,}
gdzie:
{\displaystyle c_{a}} – stosunek liczby atomów węgla do liczby atomów żelaza,
{\displaystyle c_{w}} – koncentracja węgla [% wag.].
Eksperymenty wykazują, że mierzalna tetragonalność martenzytu pojawia się przy zawartościach węgla większych od 0,2%. Jest to spowodowane segregacją węgla do dyslokacji.

### Mechanizm powstawania martenzytu w stali niestopowej
Martenzytyczna przemiana stali niestopowej zachodzi w czasie hartowania. Fazą ulegającą przechłodzeniu jest roztwór stały węgla w sieci krystalicznej żelaza γ–Fe (przesycony austenit, sieć regularna ściennie centrowana). Zgodnie z wykresem równowagi faz w układzie żelazo-cementyt w temperaturze niższej od 727 °C ziarna tej fazy powinny rozpaść się na mieszaninę kryształów żelaza α–Fe (ferryt, sieć regularna przestrzennie centrowana) i węglik żelaza Fe3C. Bezdyfuzyjna przemiana niestabilnego γ–Fe w fazę bardziej stabilną polega na takim przemieszczeniu się fragmentów ziarna, że lokalnie powstaje sieć tetragonalna nowej fazy – martenzytu, traktowanego jako przesycony roztwór węgla w sieci żelaza α–Fe.
Rolę zarodków martenzytu odgrywają defekty sieci krystalicznej austenitu. Wzrost następuje bardzo szybko, w kierunkach zależnych od orientacji kryształów osnowy. Szybkość rozrostu nie zależy od temperatury (wynosi ok. 1/3 szybkości dźwięku w krysztale). Przemiana jest zatrzymywana przez naprężenia skumulowane w otoczeniu rosnących płytek. Pozostaje nieprzemieniony austenit szczątkowy o mniejszej skłonności do przemiany (tzw. zjawisko relaksacji naprężeń).
Na zgładach obserwowanych pod mikroskopem ziarna mają kształt igieł, przecinających się pod kątem 60° i 120°. W rzeczywistości martenzyt ma strukturę listwową. Listwy występują najczęściej w postaci pakietów składających się z wielu listew. Martenzyt płytkowy, występuje tylko w niektórych stopach żelaza. Płytki mają kształt soczewek oddzielonych austenitem szczątkowym

### Wykresy CTP stali niestopowej i stali stopowych

Wykres temperatura-czas-przemiana dla stali niestopowej 0,4%C (przykład)

Aby z austenitu otrzymać martenzyt należy roztwór stały, nasycony węglem w wysokich temperaturach, chłodzić z szybkością większą od szybkości krytycznej. Wartość krytyczną wyznacza styczna do wykresu CTP, biegnąca w dół od temperatury wygrzewania, poprzedzającego hartowanie.
Wykresy CTP są opracowywane – odrębnie dla każdego rodzaju stopu – na podstawie kształtu krzywych chłodzenia (analiza termiczna stopów) oraz zależności stopnia przemiany od czasu. Badania są prowadzone w warunkach izotermicznych lub w warunkach chłodzenia próbki ze stałą szybkością. Otrzymuje się wykresy oznaczane symbolami, odpowiednio CTPi i CTPc (przemiana izotermiczna i ciągła). Zawierają informacje o temperaturach rozpoczęcia i zakończenia każdej z przemian fazowych, które zachodzą lub mogą zajść np. w czasie chłodzenia danego materiału.
Na wykresach są umieszczane dwie poziome linie, określające początek (start, Ms) i zakończenie (finish, Mf) przemiany martenzytycznej. Szybkość zmian temperatury austenitu (A), ogrzanego powyżej linii A3 lub Acm (nasycenie ferrytem lub cementytem) w czasie, ilustrują linie, które mogą osiągać pole przemiany martenzytycznej, nie przecinając wcześniej obszaru przemiany perlitycznej i bainitycznej. Istnieje możliwość takiego zaplanowania cieplnej obróbki stopu, aby przed przemianą martenzytyczną austenit przekształcił się w mieszaninę eutektoidalną tylko częściowo.
Temperatura rozpoczęcia i zakończenia przemiany martenzytycznej zależy od zawartości węgla. Powyżej 0,5%C wagowych Mf osiąga wartości ujemne. Zwiększenie zawartości węgla i dodatków stopowych powoduje też wzrost ilości austenitu szczątkowego. Od tego parametru zależy również kształt i położenie „krzywych C”, co decyduje o tzw. hartowności stali (wartości krytycznej szybkości chłodzenia).
Wzrost zawartości takich dodatków stopowych, jak Mn, Cr, Ni, Mo, V i Cu, powoduje obniżenie temperatury rozpoczęcia martenzytycznej przemiany w stali. Temperaturę tę podwyższają dodatki Al i Co. Różne rodzaje dodatków stopowych zmieniają również położenie i kształt linii wskazujących rozpoczęcie i zakończenie przemiany perlitycznej i bainitycznej, co wiąże się ze zmianami hartowności.

### Właściwości i zastosowania stali martenzytycznej
Stal po skończonej przemianie martenzytycznej jest twarda i zbyt krucha aby ją wykorzystać na główne elementy konstrukcyjne, dlatego poddaje się ją procesowi odpuszczania.
Austenit szczątkowy znacząco obniża właściwości wytrzymałościowe, ale jest niekiedy zjawiskiem pożądanym (np. stale szybkotnące wymagają około 20% austenitu szczątkowego).
Austenit nieprzemieniony może ulec przemianie w wyniku dostarczenia energii np. przez zgniot. Stale takie (TRIP) są stosowane na karoserie samochodowe. Po zderzeniu przemiana dochodzi do końca i w wyniku zgniatania stal sama umacnia się, pochłaniając znaczną część energii.

## Inne rodzaje martenzytu

### Martenzyt termosprężysty
Martenzyt termosprężysty charakteryzuje się brakiem makroskopowego odkształcenia, co jest wynikiem określonej konfiguracji jego płytek. Jego charakterystycznymi cechami są występowanie bliźniaków w pojedynczych płytkach (głównie w stopach Ni-Ti) lub liczne błędy ułożenia w płaszczyźnie {001} (głównie w stopach na bazie miedzi). Martenzyt termosprężysty zachowuje cechy struktury fazy austenitu. U większości martenzytów termosprężystych wraz ze wzrostem stężenia dodatków stopowych obniżają się temperatury Ms i Mf.

### Martenzyt ε
W niektórych stopach na bazie żelaza możliwe jest uzyskanie w pełni koherentnej struktury tzw. martenzytu ε o układzie heksagonalnym. Nie jest to struktura występująca przy ciśnieniu atmosferycznym, ale mimo to znalazła zastosowanie w technice. Ma znaczenie w przypadku stali TRIP, wysokomanganowych stali i stopów z pamięcią kształtu na bazie żelaza. Stopy żelaza zawierające martenzyt ε charakteryzują się niską gęstością i dużą rozpuszczalnością dodatków stopowych.